# Cantón de Saint-Germain-du-Teil
El cantón de Saint-Germain-du-Teil era una división administrativa francesa, que estaba situada en el departamento de Lozère y la región de Languedoc-Rosellón.

## Composición
El cantón estaba formado por siete comunas:
- Chirac
- Le Monastier-Pin-Moriès
- Les Hermaux
- Les Salces
- Saint-Germain-du-Teil
- Saint-Pierre-de-Nogaret
- Trélans

## Supresión del cantón de Saint-Germain-du-Teil
En aplicación del Decreto n.º 2014-245 de 25 de febrero de 2014, el cantón de Saint-Germain-du-Teil fue suprimido el 22 de marzo de 2015 y sus 7 comunas pasaron a formar parte; cuatro del nuevo cantón de Aumont-Aubrac y tres del nuevo cantón de Chirac.